# Scott Fortune
Scott Thomas Fortune (Newport Beach, 23 gennaio 1966) è un ex pallavolista ed ex giocatore di beach volley statunitense.
Giocava nel ruolo di schiacciatore.

## Carriera
La carriera di Scott Fortune inizia, a livello scolastico, con la Laguna Beach High School. A livello universitario gioca per Stanford. 
Dedicandosi successivamente esclusivamente alla nazionale statunitense, con cui vincerà una medaglia d'oro e una medaglia di bronzo ai Giochi olimpici, una Savvin Cup, una medaglia d'argento al campionato nordamericano, una medaglia di bronzo alla World League e alla Coppa del Mondo.
Nella stagione 1992-93 approda per la prima volta Italia, giocando per il Brescia. La stagione seguente passa ai greci dell'Olympiakos.
Ritorna in nazionale per disputare la sua ultima olimpiade, classificandosi al nono posto.

## Palmarès

### Nazionale (competizioni minori)
- Savvin Cup 1987

### Premi Individuali
- 1989 - NCAA Division I: All-Tournament Team
- 1991 - World League: Miglior difensore
- 1991 - World League: Miglior ricevitore
- 1992 - Giochi della XXV Olimpiade: Miglior difensore
- 1994 - Campionato mondiale: Miglior ricevitore